# Педро II од Бразила
Педро II од Бразила (порт. Dom Pedro II do Brasil, 2. децембар 1825, Рио де Жанеиро-5. децембар 1891, Париз), с надимком „Величанствени”, био је други и последњи цар Бразила, који је владао преко 58 година. Припадао је династији Браганса. Владао је Бразилом од 1831. до 1889. године. Био је син бразилског цара Педра . Нови цар је постао са пет година када је његов отац абдицирао. Педро II је скоро цео свој дан проводио учећи, спремајући се за преузимање власти када постане пунолетан. Интриге и политичке несугласице којима је био окружен довеле су до тога да он израсте у стидљиву особу која је излаз из стварног живота налазила у књигама. Постао је човек са снажним осећајем дужности и посвећености свом народу и земљи.
Крунисан је за цара са 15 година зато што народ више није веровао његовим намесницима а у њему су видели човека који може да спасе Бразил.
Постао је самоуверен, непристрасан, вредан и стрпљив. Своје емоције је контролисао челичном дисциплином јер никада није био непристојан нити губио стрпљење. За више од пола века своје владавине цар је добио три рата (Платински, Уругвајски и Парагвајски). Укинуо је ропство у Бразилу.
Крајем 40-их и почетком 50-их година 19. века успео је да реши три највеће Бразилске кризе што је ову земљу уздигло у ранг најјаче државе у Јужној Америци. За време владавине Педра II Бразил је добио прву пругу са парном локомотивом, телеграф и поштанску марку.1843. године оженио је Терезу Кристину која му је родила два сина и две кћерке. Нажалост оба сина су му умрла што је цара потпуно разорило и променило његов поглед на свет. Иако је волео кћерке цар је сматрао да је држави потребан мушкарац како би та држава опстала.
Цар је запоставио средњу класу свог становништва и војску што је довело до тога да буде збачен с власти 15. новембра 1889 у војном пучу.Његов одлазак с власти значио је за Бразил поновну пропаст. Цар је наредне две године свог живота провео у изнанству и беди када је умро 1891. године у Паризу. Они који су га прогнали врло брзо су се покајали због свог поступка али је цар већ умро. Неколико деценија након његове смрти његови посмрни остаци су премештени из Француске у Бразил на велико одушевљење народа. Сахрањен је у граду који је по њему добио име Петрополис (познат као Царски град).

## Биографија

### Рођење
Педро је рођен у 02:30 дана 2. децембра 1825 у палати Сао Кристовао, у Рио де Жанеиру, Бразил. Именован је по Светом Петру од Алкантара, и његово пуно име је било Педро де Алкантара Жоао Карлос Леополдо Салвадор Бибиано Франсиско Ксавијер де Паула Леокадио Мигел Габријел Рафаел Гонзага. Преко свог оца, цара Дом Педра , он је био члан бразилске гране куђе Браганса (португалски: Bragança) и био је ословљаван користећи почасну титулу „Дом” (господар) од рођења. Он је био унук португалског краља Дом Жоа VI и нећак Дом Мигела I. Његова мајка је била надвојвоткиња Марија Леополдина од Аустрије, ћерка Франца , задњег цара Светог римског царства. Преко своје мајке, Педро је био нећак Наполеона Бонапарте и први рођак царева Наполеона II Бонапарте, Франца Јозефа  од Аустроугарске и Дон Максимилијана I од Мексика. 
Као једино законито мушко дете Педра I које је преживело детињство, он је званично признат као наследник бразилског престола са титулом Принц царски 6. августа 1826. године. Царица Марија Леополдина умрла је 11. децембра 1826. године, неколико дана након мртворођења, када је Педро имао годину дана. Две и по године касније, његов отац се оженио принцезом Амелијом од Лојхтенберга. Принц Педро је развио љубазан однос са њом, коју је почео да сматра својом мајком. Жеља Педра I да врати своју ћерку Марију II на њен португалски престо, који је узурпирао његов брат Мигел I, као и његов опадајући политички положај код куће довели су до његове изненадне абдикације 7. априла 1831. године. Он и Амелија су одмах отишли у Европу, остављајући иза себе царског принца, који је постао цар Дом Педро II.

### Рано крунисање
По одласку из земље, цар Педро I одабрао је три особе да преузму бригу о његовом сину и преосталим кћерима. Први је био Жозе Бонифацио де Андрада, његов пријатељ и утицајни вођа током Бразилске независности, који је именован за старатеља. Друга је била Маријана де Верна, која је била на положају аје (гувернанте) од рођења Педра II. У детињству ју је тадашњи царски принц звао „Дадама“, пошто није могао правилно да изговори реч дама. Сматрао ју је својом сурогатном мајком и наставио је да је зове њеним надимком све до одрасле доби из љубави. Трећа особа је био Рафаел, афро-бразилски ветеран Цисплатинског рата. Био је запосленик у палати Сао Кристово коме је Педро I дубоко веровао и замолио га је да се брине о његовом сину — дужност коју је спроводио до краја живота.
Бонифацио је смењен са свог положаја у децембру 1833. и замењен је другим старатељем. Педро II је дане проводио учећи, са само два сата издвојена за забаву. Интелигентан, могао је са великом лакоћом да стиче знање. Међутим, сати учења су били напорни, а припрема за његову улогу монарха била је захтевна. Имао је мало пријатеља својих година и ограничен контакт са својим сестрама. Све то заједно са изненадним губитком његових родитеља дало је Педру II несрећно и усамљено одрастање. Окружење у којем је одрастао претворило га је у стидљиву и зависну особу која је у књигама налазила уточиште и повлачење од стварног света.
Могућност да се младом цару снизи пунолетство, уместо да се чека да напуни 18 година, била је наметнута од 1835. године. Његово уздизање на трон довело је до проблематичног периода бескрајних криза. Регентство створено да влада у његово име било је од почетка оптерећено споровима између политичких фракција и побунама широм нације. Они политичари који су дошли на власт током 1830-их до сада су такође упознати са замкама владавине. Историчар Родерик Џ. Барман је изјавио да су до 1840. године „изгубили сваку веру у своју способност да сами владају земљом. Прихватили су Педра II као ауторитет чије је присуство било неопходно за опстанак земље”. На питање политичара да ли жели да преузме пуна овлашћења, Педро II је прихватио. Следећег дана, 23. јула 1840. године, Генерална скупштина (бразилски парламент) је званично прогласила 14-годишњег Педра II пунолетним. Касније је проглашен, крунисан и посвећен 18. јула 1841. године.

## Консолидација

### Успостављена царска власт
Уклањање фактичког регентства донело је стабилност влади. Педро II је био виђен широм земље као легитиман извор ауторитета, чија га је позиција стављала изнад пристрасности и ситних спорова. Он је, међутим, још увек био само дечак, и то стидљив, несигуран и незрео. Његова природа је резултат његовог нарушеног детињства, током кога је доживео напуштеност, сплетке и издају. Иза кулиса, група високо позиционираних дворских слугу и угледних политичара на челу са Аурелијаном Кутињом (касније виконтом од Сепетибе) постала је позната као „Фракција придворника“ пошто су успоставили утицај на младог цара. Неки су му били веома блиски, као што су Маријана де Верна и стјуард Пауло Барбоса да Силва. Дворјани су спретно користили Педра II против својих стварних или могућих непријатеља.
Бразилска влада је обезбедила руку принцезе Терезе Кристине из Краљевине Две Сицилије. Она и Педро II венчали су се по пуномоћју у Напуљу 30. маја 1843. године. Када ју је лично видео, цар се приметно разочарао. Тереза Кристина је била ниска, мало подебела и није сматрана конвенционално лепом. Мало је учинио да сакрије своје разочарање. Један посматрач је изјавио да је окренуо леђа Терези Кристини, други га је приказао као толико шокираног да је морао да седне. Те вечери, Педро II је плакао и пожалио се Маријани де Верни: „Преварили су ме, Дадама!“ Било је потребно неколико сати да га убеди да дужност захтева да настави. Свадбена миса, уз ратификацију завета које је претходно дао пуномоћник и додела брачног благослова, одржана је следећег дана, 4. септембра.
Крајем 1845. и почетком 1846. године, цар је направио турнеју по јужним провинцијама Бразила, путујући кроз Сао Пауло (чији је део у то време била Парана), Санта Катарину и Рио Гранде до Сул. Био је охрабрен топлим и ентузијастичним одговорима које је добио. До тада је Педро II сазрео физички и психички. Израстао је у човека који је висок 1,90 m (6 ft 3 in) са плавим очима и плавом косом, и сматран згодним. Са растом, његове слабости су избледеле и његове снаге карактера су дошле до изражаја. Постао је самоуверен и научио да буде не само непристрасан и вредан, већ и љубазан, стрпљив и наочит. Барман је рекао да је држао „своје емоције под гвозденом дисциплином. Никада није био груб и никада није губио живце. Био је изузетно дискретан у речима и опрезан у делу.” Што је најважније, у овом периоду је дошло до краја Дворске фракције. Педро II је почео да у потпуности примењује власт и успешно је спровео крај утицаја дворјана тако што их је уклонио из свог ужег круга избегавајући било какав јавни поремећај.

### Укидање трговине робљем и рата
Педро II је био суочен са три кризе између 1848. и 1852. године. Први тест дошао је у суочавању са трговином илегално увезеним робовима. Ово је забрањено 1826. године као део споразума са Уједињеним Краљевством. Трговина се, међутим, наставила несметано, а усвајање Абердинског закона од стране британске владе из 1845. овластило је британске ратне бродове да пресретну бразилске бродове и заплене све који су умешани у трговину робљем. Док се Бразил борио са овим проблемом, Праиеирска побуна избила је 6. новембра 1848. Ово је био сукоб између локалних политичких фракција унутар провинције Пернамбуко; угушена је до марта 1849. Закон Еузебија де Кеироса проглашен је 4. септембра 1850. године, чиме су Бразилској влади дата широка овлашћења да се бори против илегалне трговине робљем. Са овим новим алатом, Бразил је кренуо да елиминише увоз робова. До 1852. ова прва криза је завршена, а Британија је прихватила да је трговина потиснута.
Трећа криза је за собом повукла сукоб са Аргентинском Конфедерацијом у вези са превлашћу над територијама у близини Рио де ла Плате и слободне пловидбе тим пловним путем. Од 1830-их, аргентински диктатор Хуан Мануел де Росас подржавао је побуне унутар Уругваја и Бразила. Тек 1850. Бразил је успео да одговори на претњу коју је представљао Росас. Склопљен је савез између Бразила, Уругваја и незадовољних Аргентинаца, што је довело до Платинског рата и накнадног свргавања аргентинског владара у фебруару 1852. године. Барман је рекао да се „знатан део заслуга мора... приписати цару, чија се хладна глава, упорност циља и осећај за оно што је изводљиво показало неопходним.“
Успешна навигација Царства у овим кризама значајно је побољшала стабилност и престиж нације, а Бразил се појавио као сила хемисфере. На међународном плану, Европљани су почели да посматрају земљу као оличење познатих либералних идеала, као што су слобода штампе и уставно поштовање грађанских слобода. Његова представничка парламентарна монархија је такође била у оштрој супротности са мешавином диктатура и нестабилности која је била ендемска у другим нацијама Јужне Америке током овог периода.

## Породично стабло
|  |                                                |  |  |  |  |  |  |  |  |  |  |  |  |  |  |  |
|  | 16. Жоао V од Португалије                      |  |  |  |  |  |  |  |  |  |  |  |  |  |  |  |
|  |                                                |  |  |  |  |  |  |  |  |  |  |  |  |  |  |  |
|  |                                                |  |  |  |  |  |  |  |  |  |  |  |  |  |  |  |
|  | 8. Педро III од Португалије                    |  |  |  |  |  |  |  |  |  |  |  |  |  |  |  |
|  |                                                |  |  |  |  |  |  |  |  |  |  |  |  |  |  |  |
|  |                                                |  |  |  |  |  |  |  |  |  |  |  |  |  |  |  |
|  | 17. Марија Ана Јозефа                          |  |  |  |  |  |  |  |  |  |  |  |  |  |  |  |
|  |                                                |  |  |  |  |  |  |  |  |  |  |  |  |  |  |  |
|  |                                                |  |  |  |  |  |  |  |  |  |  |  |  |  |  |  |
|  | 4. Жоао VI од Португалије                      |  |  |  |  |  |  |  |  |  |  |  |  |  |  |  |
|  |                                                |  |  |  |  |  |  |  |  |  |  |  |  |  |  |  |
|  |                                                |  |  |  |  |  |  |  |  |  |  |  |  |  |  |  |
|  | 18. Жозе I од Португалије                      |  |  |  |  |  |  |  |  |  |  |  |  |  |  |  |
|  |                                                |  |  |  |  |  |  |  |  |  |  |  |  |  |  |  |
|  |                                                |  |  |  |  |  |  |  |  |  |  |  |  |  |  |  |
|  | 9. Марија I од Португалије                     |  |  |  |  |  |  |  |  |  |  |  |  |  |  |  |
|  |                                                |  |  |  |  |  |  |  |  |  |  |  |  |  |  |  |
|  |                                                |  |  |  |  |  |  |  |  |  |  |  |  |  |  |  |
|  | 19. Маријана Викторија од Шпаније              |  |  |  |  |  |  |  |  |  |  |  |  |  |  |  |
|  |                                                |  |  |  |  |  |  |  |  |  |  |  |  |  |  |  |
|  |                                                |  |  |  |  |  |  |  |  |  |  |  |  |  |  |  |
|  | 2. Педро I од Бразила                          |  |  |  |  |  |  |  |  |  |  |  |  |  |  |  |
|  |                                                |  |  |  |  |  |  |  |  |  |  |  |  |  |  |  |
|  |                                                |  |  |  |  |  |  |  |  |  |  |  |  |  |  |  |
|  | 20. Карлос III од Шпаније                      |  |  |  |  |  |  |  |  |  |  |  |  |  |  |  |
|  |                                                |  |  |  |  |  |  |  |  |  |  |  |  |  |  |  |
|  |                                                |  |  |  |  |  |  |  |  |  |  |  |  |  |  |  |
|  | 10. Карлос IV од Шпаније                       |  |  |  |  |  |  |  |  |  |  |  |  |  |  |  |
|  |                                                |  |  |  |  |  |  |  |  |  |  |  |  |  |  |  |
|  |                                                |  |  |  |  |  |  |  |  |  |  |  |  |  |  |  |
|  | 21. Марија Амалија Саксонска                   |  |  |  |  |  |  |  |  |  |  |  |  |  |  |  |
|  |                                                |  |  |  |  |  |  |  |  |  |  |  |  |  |  |  |
|  |                                                |  |  |  |  |  |  |  |  |  |  |  |  |  |  |  |
|  | 5. Карлота Хоакина од Шпаније                  |  |  |  |  |  |  |  |  |  |  |  |  |  |  |  |
|  |                                                |  |  |  |  |  |  |  |  |  |  |  |  |  |  |  |
|  |                                                |  |  |  |  |  |  |  |  |  |  |  |  |  |  |  |
|  | 22. Филип, војвода од Парме                    |  |  |  |  |  |  |  |  |  |  |  |  |  |  |  |
|  |                                                |  |  |  |  |  |  |  |  |  |  |  |  |  |  |  |
|  |                                                |  |  |  |  |  |  |  |  |  |  |  |  |  |  |  |
|  | 11. Марија Лујза од Парме                      |  |  |  |  |  |  |  |  |  |  |  |  |  |  |  |
|  |                                                |  |  |  |  |  |  |  |  |  |  |  |  |  |  |  |
|  |                                                |  |  |  |  |  |  |  |  |  |  |  |  |  |  |  |
|  | 23. Лујза Елизабета од Француске               |  |  |  |  |  |  |  |  |  |  |  |  |  |  |  |
|  |                                                |  |  |  |  |  |  |  |  |  |  |  |  |  |  |  |
|  |                                                |  |  |  |  |  |  |  |  |  |  |  |  |  |  |  |
|  | 1. Педро II од Бразила                         |  |  |  |  |  |  |  |  |  |  |  |  |  |  |  |
|  |                                                |  |  |  |  |  |  |  |  |  |  |  |  |  |  |  |
|  |                                                |  |  |  |  |  |  |  |  |  |  |  |  |  |  |  |
|  | 24. Франц I, цар Светог римског царства        |  |  |  |  |  |  |  |  |  |  |  |  |  |  |  |
|  |                                                |  |  |  |  |  |  |  |  |  |  |  |  |  |  |  |
|  |                                                |  |  |  |  |  |  |  |  |  |  |  |  |  |  |  |
|  | 12. Леополд II, цар Светог римског царства     |  |  |  |  |  |  |  |  |  |  |  |  |  |  |  |
|  |                                                |  |  |  |  |  |  |  |  |  |  |  |  |  |  |  |
|  |                                                |  |  |  |  |  |  |  |  |  |  |  |  |  |  |  |
|  | 25. Марија Тереза од Аустрије                  |  |  |  |  |  |  |  |  |  |  |  |  |  |  |  |
|  |                                                |  |  |  |  |  |  |  |  |  |  |  |  |  |  |  |
|  |                                                |  |  |  |  |  |  |  |  |  |  |  |  |  |  |  |
|  | 6. Франц II, цар Светог римског царства        |  |  |  |  |  |  |  |  |  |  |  |  |  |  |  |
|  |                                                |  |  |  |  |  |  |  |  |  |  |  |  |  |  |  |
|  |                                                |  |  |  |  |  |  |  |  |  |  |  |  |  |  |  |
|  | 26. Карлос III од Шпаније (= 20)               |  |  |  |  |  |  |  |  |  |  |  |  |  |  |  |
|  |                                                |  |  |  |  |  |  |  |  |  |  |  |  |  |  |  |
|  |                                                |  |  |  |  |  |  |  |  |  |  |  |  |  |  |  |
|  | 13. Марија Лујза Шпанска                       |  |  |  |  |  |  |  |  |  |  |  |  |  |  |  |
|  |                                                |  |  |  |  |  |  |  |  |  |  |  |  |  |  |  |
|  |                                                |  |  |  |  |  |  |  |  |  |  |  |  |  |  |  |
|  | 27. Марија Амалија Саксонска (= 21)            |  |  |  |  |  |  |  |  |  |  |  |  |  |  |  |
|  |                                                |  |  |  |  |  |  |  |  |  |  |  |  |  |  |  |
|  |                                                |  |  |  |  |  |  |  |  |  |  |  |  |  |  |  |
|  | 3. Марија Леополдина од Аустрије               |  |  |  |  |  |  |  |  |  |  |  |  |  |  |  |
|  |                                                |  |  |  |  |  |  |  |  |  |  |  |  |  |  |  |
|  |                                                |  |  |  |  |  |  |  |  |  |  |  |  |  |  |  |
|  | 28. Карлос III од Шпаније (= 20)               |  |  |  |  |  |  |  |  |  |  |  |  |  |  |  |
|  |                                                |  |  |  |  |  |  |  |  |  |  |  |  |  |  |  |
|  |                                                |  |  |  |  |  |  |  |  |  |  |  |  |  |  |  |
|  | 14. Фердинанд I од Две Сицилије                |  |  |  |  |  |  |  |  |  |  |  |  |  |  |  |
|  |                                                |  |  |  |  |  |  |  |  |  |  |  |  |  |  |  |
|  |                                                |  |  |  |  |  |  |  |  |  |  |  |  |  |  |  |
|  | 29. Марија Амалија Саксонска (= 21)            |  |  |  |  |  |  |  |  |  |  |  |  |  |  |  |
|  |                                                |  |  |  |  |  |  |  |  |  |  |  |  |  |  |  |
|  |                                                |  |  |  |  |  |  |  |  |  |  |  |  |  |  |  |
|  | 7. Марија Терезија Каролина од Две Сицилије    |  |  |  |  |  |  |  |  |  |  |  |  |  |  |  |
|  |                                                |  |  |  |  |  |  |  |  |  |  |  |  |  |  |  |
|  |                                                |  |  |  |  |  |  |  |  |  |  |  |  |  |  |  |
|  | 30. Франц I, цар Светог римског царства (= 24) |  |  |  |  |  |  |  |  |  |  |  |  |  |  |  |
|  |                                                |  |  |  |  |  |  |  |  |  |  |  |  |  |  |  |
|  |                                                |  |  |  |  |  |  |  |  |  |  |  |  |  |  |  |
|  | 15. Марија Каролина Аустријска                 |  |  |  |  |  |  |  |  |  |  |  |  |  |  |  |
|  |                                                |  |  |  |  |  |  |  |  |  |  |  |  |  |  |  |
|  |                                                |  |  |  |  |  |  |  |  |  |  |  |  |  |  |  |
|  | 31. Марија Тереза од Аустрије (= 25)           |  |  |  |  |  |  |  |  |  |  |  |  |  |  |  |
|  |                                                |  |  |  |  |  |  |  |  |  |  |  |  |  |  |  |
|  |                                                |  |  |  |  |  |  |  |  |  |  |  |  |  |  |  |

## Породица

### Супружник
| име                      | слика | датум рођења   | датум смрти        |
| ------------------------ | ----- | -------------- | ------------------ |
| Марија Тереза од Бурбона |       | 14. март 1822. | 28. децембар 1889. |

### Деца
| име                             | слика | датум рођења     | датум смрти        |
| ------------------------------- | ----- | ---------------- | ------------------ |
| Алфонсо, принц од Бразила       |       | 23. фебруар 1845 | 11. јун 1847.      |
| Изабела, принцеза од Бразила    |       | 29. јул 1846     | 14. новембар 1921. |
| Леополдина, принцеза од Бразила |       | 13. јул 1847.    | 7. фебруар 1871.   |
| Педро, принц од Бразила         |       | 19. јул 1848.    | 9. јануар 1850.    |